# Lyskamm
De Lyskamm (Duits: Liskamm) is een 4527 meter hoge berg op de grens van Italië en Zwitserland.
De berg bevindt zich ten westen van de Monte Rosagroep. Het is de achtste top van de Alpen wat betreft hoogte. De Lyskam heeft een oostelijke (4527 m) en een westelijke top (4480 m). Ten westen van de top ligt de Castor en aan de oostzijde de pas Colle del Lyss die de scheiding vormt met de Piramide Vincent. De berg heeft een slechte reputatie wat betreft ongelukken, de bijnaam luidt dan ook "Menschenfresser".
Op 19 augustus 1861 werd de Lyskamm voor het eerst beklommen door William Edward Hall, Jean-Pierre Cachat, Peter Perren, Josef-Marie Perren, J.F. Hardy, J.A. Hudson, C.H. Pilkington, A.C. Ramsay, T. Rennison, F. Sibson, R.M. Stephenson, Franz Lochmatter, Karl Herr en Stefan Zumtaugwald.
Voor de beklimming van de Lyskamm zijn twee berghutten belangrijk: de Monte-Rosahütte (2795 m) naast de Grenzgletscher en het Rifugio Gnifetti (3633 m) langs de oostelijke Lyssgletscher.